# Chamba (stato)
Lo Stato di Chamba fu uno stato principesco del subcontinente indiano, avente per capitale la città di Chamba.

## Geografia
Lo stato di Chamba era situato ai piedi della catena montuosa dell'Himalaya ed i suoi confini erano a nord, ovest e nordest con il Kashmir; ad est con il Lahaul ed a sudest e sud con i distretti di Kangra e Gurdaspur.
Il fiume Ravi attraversava lo stato.

## Storia

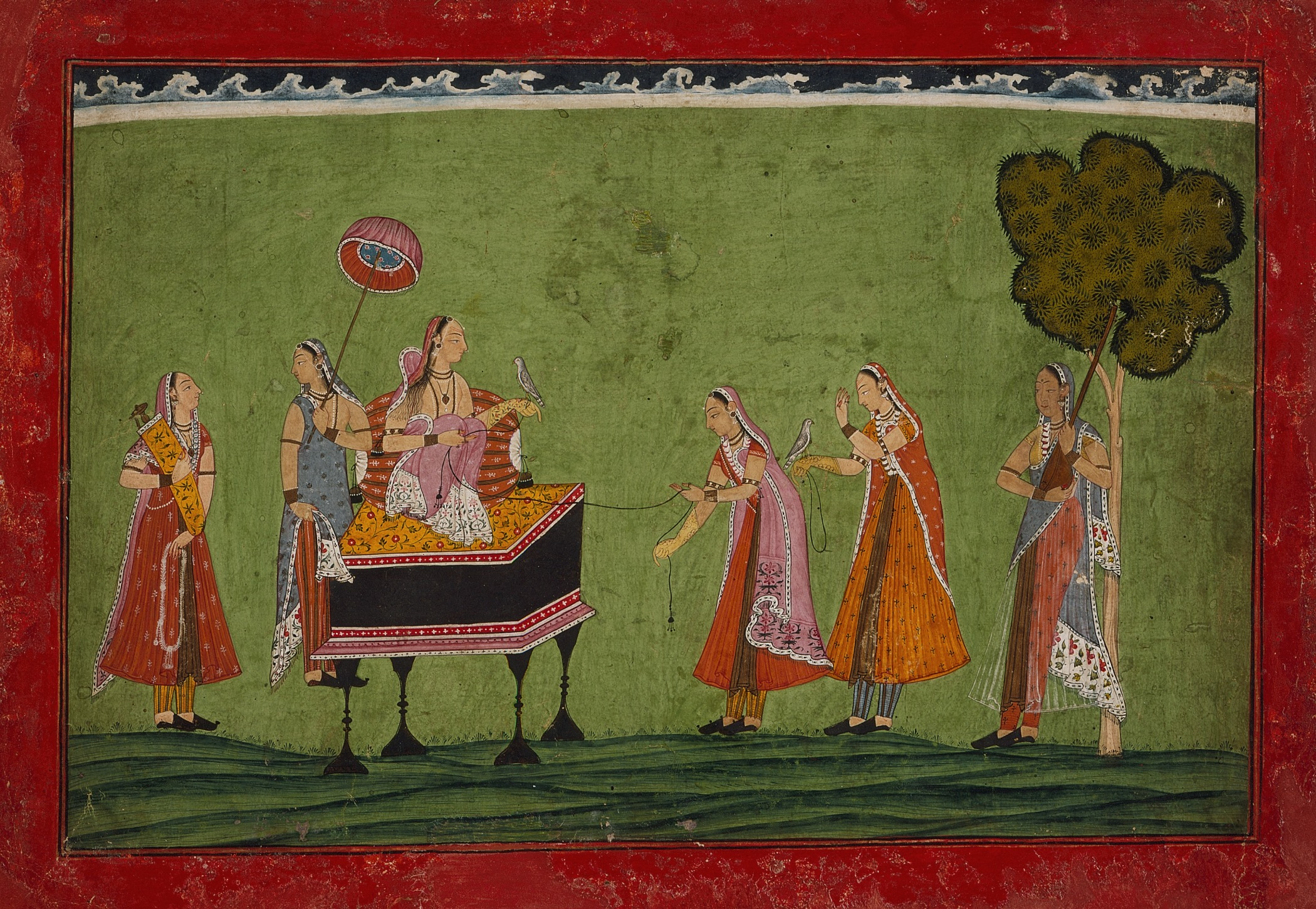
Principesse dello stato di Chamba in una pittura della prima metà del XVIII secolo

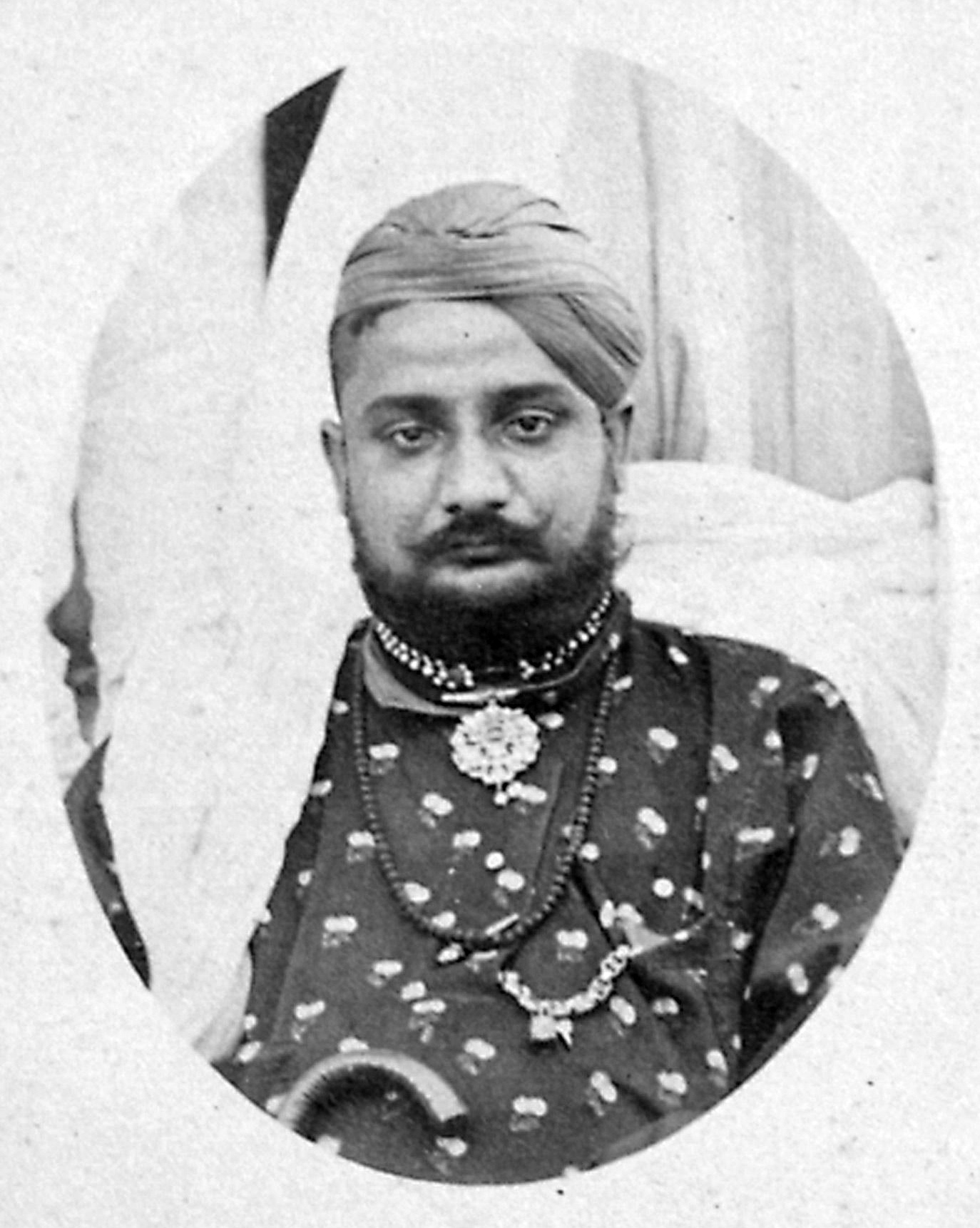
Gopal Singh, raja di Chamba (r. 1870-1873)

Secondo la tradizione, lo Stato di Chamba venne fondato attorno al 550 d.C. Nel 900 la capitale venne spostata a Chamba. I governanti di Chamba furono patroni degli artisti di pittura Pahari. Tra il 1809 ed il 1846, il Chamba fu tributario dello Stato di Jammu. Nel 1821 Chamba annetté lo Stato di Bhadrawah. Il 9 marzo 1846 lo Stato di Chamba divenne un protettorato britannico.

## Raja di Chamba
I governanti dello stato di Chamba appartenevano alla dinastia dei Mushana Rajput ed avevano il titolo di raja.
- 1690 -        1720 Udai Singh                         (n. ... - m. 1720)
- 1720 -        1735 Ugar Singh
- 1735 -        1748 Dalel Singh
- 1748 -        1764 Umed Singh
- 1764 -        1794 Raj Singh                          (n. 1755 - m. 1794)
- 1794 -        1808 Jit Singh                          (n 1775 - m. 1808)
- 1808 -        1844 Charhat Singh                      (n. 1803 - m. 1844)
- 1844 -        1870 Shri Singh                         (n. 1839 - m. 1870)
- 1870 -    aprile 1873 Gopal Singh                        (n. 18... - m. 1893)
- 17 aprile 1873 – 22 gennaio 1904 Sham Singh                         (n. 1866 - m. 1905)
- 22 gennaio 1904 – 22 settembre 1919 Bhuri Singh                        (n. 1869 - m. 1919)
- 22 settembre 1919 -  7 dicembre 1935 Ram Singh                          (n. 1890 - m. 1935)
- 7 dicembre 1935 – 15 agosto 1947 Tikka Lakshman Singh               (n. 1924 - m. 1971)[4]